# بيكربونات الصوديوم الوريدية
بيكربونات الصوديوم الوريدية والمعروف أيضاً باسم كربونات هيدروجين الصوديوم، يستخدم هذا الدواء بصورة أساسية في معالجة الحماض الأيضي الشديد. لهذا السبب يتم استخدام هذا الدواء بصورة عامة فقط عندما يكون الرقم الهيدروجيني أقل من 7.1 وعندما يكون أيضا السبب الرئيسي هو الإسهال أوالتقيؤ أو امراض الكلى. إستخدامات أخرى تشمل ارتفاع نسبة البوتاسيوم بالدم، وفرط الجرعة الثلاثية المضادة للاكتئاب، التسمم بالكوكايين، فضلاً عن وجود عدد من حالات التسمم الأخرى. وتُعطى هذه الجرعة عن طريق الحقن بالوريد.
تتضمن الأثار الجانبية الانخفاض الحاد في بوتاسيوم الدم. ارتفاع نسبة الصوديوم في الدم، والتورم. يجب الانتباه إلى أن الدواء لا يعطى في الأشخاص الذين لديهم انخفاض كالسيوم في الدم. بيكربونات الصوديوم تنتمي إلى عائلات القلويات من الأدوية. إن هذا الدواء يعمل عن طريق زيادة البيكربونات في الدم، والتي تقوم على عزل الزائد من أيونات الهيدروجين وبذلك يؤدي إلى رفع الرقم الهيدروجيني للدم.
الإنتاج التجاري للصوديوم بيكربونات بدأ بين عام 1791 و1823. أما الاستخدام الطبي الوريدي بدأ في الخمسينات من القرن الماضي. وهي مدرجة في قائمة منظمة الصحة العالمية للادوية الأساسية، وهي الأدوية الأكثر فعالية وأمانا اللازمة في النظام الصحي. يتوفر بيكربونات الصوديوم كدواء (تداوي) بصورة عامة. تكلفة الجملة في العالم النامي حوالي 0.09 إلى 2.58 دولار لكل 10مل بتركيز 8.4% من المحلول. يكلف هذا المبلغ الدائرة الصحية الأمريكية حوالي 11.10 .

## الإستخدام الطبي
يستخدم بيكربونات الصوديوم الوريدي في علاج المرض (الداء) الأيضي، مثل الذي يمكن أن يحدث في حالة أمراض الكلى الحادة، السكري، عدم كفاءة الجهاز الدوراني، الجهاز الدوراني الخارج عن الدم، في التحلل الدموي الذي يتطلب القلت (الكاينو) للبول وذلك لتجنب التسمم الكلى من صبغات الدم، وبعض الأدوية المسممة، مثل الجرعة المفرطة للباربيتيورات، التسمم بالساليساليت، والجرعة الزائدة من الثلاثية المضادة للاكتئاب أو التسمم بالميثانول. إضافةً إلى ذلك، يستخدم صوديوم بايكربونات في حالات الإسهال الخطير (الحاد) الشديد حيث في هذه الحالة سوف يضيع الكثير من كميات البايكربونات. ومع ذلك ينبغي العلاج والسعي وراء العلاج الشامل لمعالجة السبب الأساسي للحموضة، مثل إعطاء الإنسولين في حالة مرض كيتواسيدوزز في مرض السكري.
سائل دكا هو واحد من السوائل الوريدية التي تستخدم في علاج الإماهة الوريدية والتي تحتوي في داخلها على بيكربونات الصوديوم.

## موانع الاستخدام
بيكربونات الصوديوم الوريدي يمنع إستخدامه في المرضى الذين يفقدون الكلور كمثال في حالة التقيؤ.
و بسبب محتواه من الصوديوم، بيكربونات الصوديوم الوريدي يجب إستخدامه بعناية فائقة إذا كان لابد منه، في المرضى الذين يعانون من القصور القلبي الاحتقاني وفي القصور الكلوي الحاد، حيث يتم إخفاض كمية الصوديم وذلك لمنع احتباس الصوديوم. وبسبب منطق مماثل، يجب إعطاء بيكربونات الصوديوم الوريدي بحذر للمرضى الذين يأخذون علاج الستيرويدات القشرية.

## الآثار الجانبية
لقد تم تقرير النضح (التسريب) ل بيكربونات الصوديوم الوريدي للتسبب في التهاب الخلايا الخلوية الكيميائية بسبب القلويات، مما أدى إلى نخر الأنسجة، والتقرح و/أو التقطع في موقع التسلل(الخروج). وتتم إداراته من خلال الارتفاع السريع في الجزء، تدفئة المكان والحقن الموضعي من الليدوكين والهيالورنيداز.

## التفاعلات
نورإبينيفرن ودوبيوتامين لا يمكن إستخدامهم كإضافات في محلول بايكربونات الصوديوم الوريدي.
يجب أن لا يتم خلط الكالسيوم مع بيكاربونات الصوديوم الذي يؤخذ بالوريد، لانها من الممكن أن تترسب؛ إلا في الحالات التي يتواجد فيها التوافق الذي قد تم تحديده من قبل التحضيرات التي تم التحضير لها